# Renato Restelli
Renato Restelli (Milán, Lombardía, Italia, 16 de julio de 1949) es un pintor de los impresionistas italianos y escultor escritor.

## Vida y trabajo
Restelli estudió arte en Milán, vive en Trentino-Alto Adigio una región autónoma italiana, donde sus obras se inspiran en la naturaleza grandiosa.

## Obras en museos
- Museo de Arte Moderno Mario Rimoldi[1][2][3]
- Museo de Arte Moderno de Anticoli Corrado - Roma[4]
- Stazione dell'arte, Ulassai - Ogliastra - Cerdeña

## Literatura
- Maurizio Scudiero y Renato Restelli: Il lavoro in Vallagarina nell'arte di Renato Restelli, Trabajo y el arte, Mori, Trento,  la Grafica editor, 2015, ISBN 978-88-97402-35-0.
- Visiones contemporáneas entre la realidad y la fantasía,Visioni contemporanee tra realtà e fantasia,  ARSEV, Ars et Evolutio, Año 2014
- Vittorio Sgarbi, Porto franco – gli artisti sdoganati da Vittorio Sgarbi EA editor Palermo, Luglio 2014.
- Arte protagonizada 2014, Protagonisti dell'arte 2014 , dal IX secolo ad oggi, pittura e grafica editado por Paolo Levi, 2014
- arte del paisaje, Il Paesaggi nell'arte “Storia ed evoluzione del paesaggio pittorico dal medioevo ad oggi” Swing editor, junio de 2014, ISBN 9788890942938.
- Arte y artistas contemporáneos, Arte e artisti contemporanei, Editorial Pagine, Roma 2017, ISBN 9788869678530